# Amdo (gebied)
Amdo is de historische naam voor het gebied ten noordoosten van Centraal-Tibet. Het maakt deel uit van het Tibetaanse cultuurgebied.

## Geografische aspecten

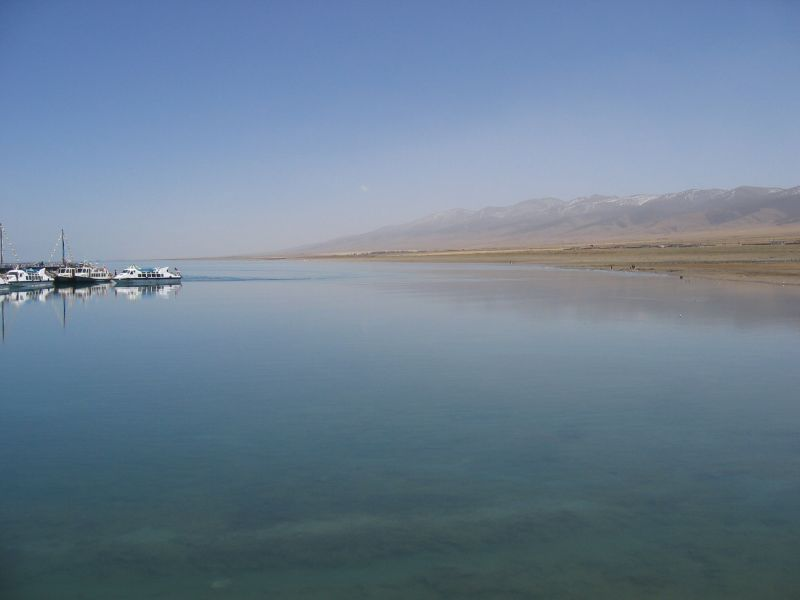
Het Qinghaimeer

Amdo wordt in het het oosten en westen globaal begrensd door de waterscheiding van de rivieren de Machu en de Drichu. Het noordoostelijk deel wordt gedomineerd door de bergketen van de Amnye Machen, een uitloper van de Kunlun. De Kunlun vormt de scheiding tussen het Tibetaanse Hoogland in het zuiden en het Tarimbekken en Tsaidambekken in het noorden. De hoogste top is de 7167 m hoge Liushi Shan.
Het gebied aangeduid met de naam Amdo heeft een oppervlakte van circa 645.000 km² (groter dan Duitsland en Polen gezamenlijk). Het grootste deel van Amdo maakt deel uit van de Chinese provincie Qinghai. Kleinere delen zijn onderdeel uit van de provincies Sichuan en Gansu. Amdo kent zeven zogenaamde autonome Tibetaanse prefecturen en twee autonome Tibetaanse arrondissementen.
Het in Amdo gelegen Qinghaimeer (Mandarijn: 青海湖/Qīnghǎihú: het groene/blauwe meer) of het Meer van Koko Nor (Mongools) is het grootste meer van China. Het ligt op 3205 meter hoogte op het Tibetaans Hoogland in de provincie Qinghai. Drieëntwintig rivieren stromen uit in het meer. Het is een bekend zoutmeer en is 4583 km² (meting 2020).

## Toponymische aspecten
Tot in de 19e eeuw wordt in Tibetaanse geschriften de naam Amdo niet aangetroffen. Tot diep in de 19e eeuw werd in Tibetaanse bronnen voor Kham en Amdo gezamenlijk de samengestelde term  Do-Kham  gebruikt. In het Tibetaans  mdo khams . In die bronnen wordt dan vaak gerefereerd aan mdo khams sgang sum  en  mdo khams sgang drug. De term  sgang wordt gebruikt om de hooggelegen weidegronden aan te geven die liggen tussen de riviersystemen van de Salween, de Mekong, de Jangtsekiang en de Yalong Jiang.De benaming Do-Kham werd dus gebruikt om het oostelijk van Centraal-Tibet gelegen deel van het Tibetaans plateau te benoemen.
Tegelijkertijd heeft het woord khams ook de betekenis van grens en het gebied van de vier rivieren en zes bergketens of de vier grote valleien.
De vierde Mindröl Hutuktu, Lama Tsenpo (1789 -1838) en zelf wonend in een klooster in Amdo is de auteur van het beroemdste Tibetaanse geografische werk Tibet in de wereld.
In zijn werk van begin 19e eeuw gebruikt hij het woord Tibet alleen om Centraal-Tibet aan te duiden. Ook hij spreekt over Amdo uitdrukkelijk als  mdo khams.
Matthias Hermanns, een Duitse missionaris die van 1923 tot 1940 in Amdo verbleef en auteur van veel wetenschappelijke studies over het gebied,heeft de verklaring dat de naam Amdo pas later in de 19e eeuw ontstond,toen mensen gingen opmerken dat op een rots aan de noordelijke hellingen van de Byankara bergen,nabij de rivier de Machu een natuurlijke formatie was, die sprekend leek op de Tibetaanse letter A. Op dat punt verlaat de rivier de berg en vloeit naar een vallei. Een dergelijke rivierovergang heet in het Tibetaans ook  mdo. De naam Amdo zou dus verklaard kunnen worden als  het gebied waar de Machu rivier in de vallei vloeit nabij een A-vormige rotsformatie.
Deze verklaring wordt door hedendaagse tibetologen aanvaard. In de meer recente wetenschappelijke literatuur wordt het gebied dan ook in toenemende mate geschreven als  A mdo.

## Taalkundige aspecten
Er zijn een groot aantal Tibetaanse dialecten. De belangrijkste zijn die van Centraal-Tibet, Kham,Amdo en Ladakh. Deze vier dialecten van Tibetaans delen een gemeenschappelijk schriftsysteem, maar er zijn ook grote verschillen. De dialecten van Centraal-Tibet en Kham hebben zich ontwikkeld tot een toontaal. Dat is in het dialect van Amdo niet het geval. De taal van Centraal-Tibet kan beschouwd worden als een analytische taal. De taal van Amdo heeft zich ontwikkeld tot één, waar het morfologisch verschijnsel van agglutinatie dominant is. Het dialect van Amdo kent in tegenstelling tot dat van Centraal-Tibet en Kham nog vele consonantclusters. (Een opeenvolging van twee of meer medeklinkers zonder klinker ertussen) De geografische geïsoleerdheid van Tibet en de volstrekt verschillende ontwikkeling van Centraal-Tibet,Kham en Amdo hebben tot deze verschillen geleid. In de praktijk betekent het ook, dat etnische Tibetanen die alleen het dialect van hun gebied spreken elkaar zeer moeilijk tot onmogelijk kunnen verstaan.
Zowel in de Tibetaanse diaspora als in de Tibetaanse gebieden in China wordt in de laatste decennia toenemend beleid gemaakt om te komen tot standaardisering van de Tibetaanse taal.
De veel grotere etnische diversiteit in Amdo dan in Kham en Centraal-Tibet alsmede het veel grotere aantal migratiebewegingen dat daar heeft plaatsgevonden, heeft er ook toe geleid dat de scheidslijnen tussen de vele talen in het gebied lang niet altijd etnisch bepaald waren. Een bekend voorbeeld is dat van de huidige veertiende dalai lama, afkomstig uit het dorp Takster in Amdo. Bij zijn herkenning als reïncarnatie van de overleden dertiende dalai lama in 1937 sprak hij alleen het lokale dialect van Amdo Chinees, omdat dit in zijn dorp en gezin waar hij opgroeide de enige voertaal was.

## Etnische diversiteit

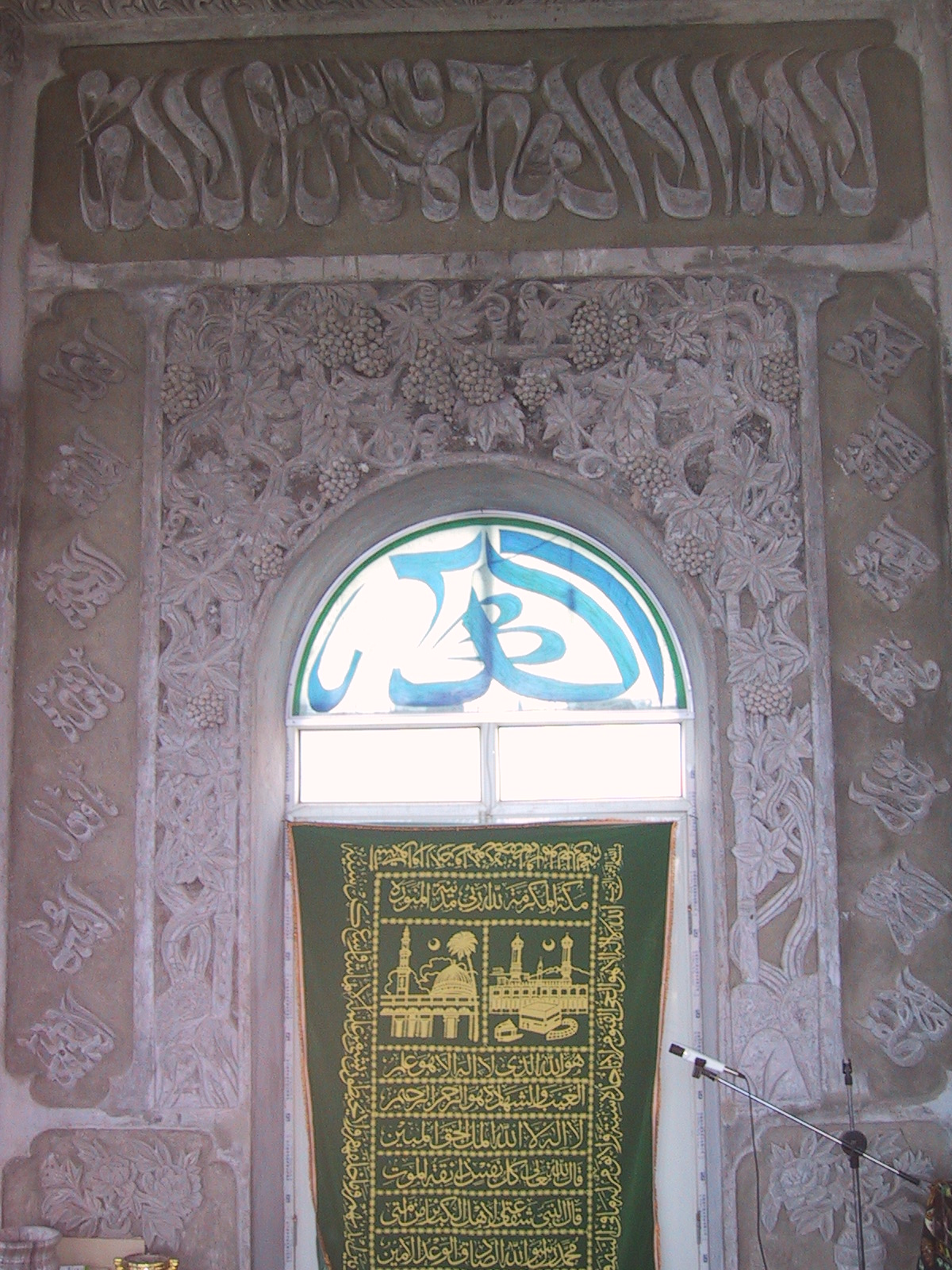
Moskee van de Dongxiang in Linxia (Amdo) het centrum van hun cultuurgebied

Amdo is een gebied dat vanuit historisch perspectief altijd een veel grotere etnische diversiteit heeft gekend dan Centraal-Tibet en Kham. De aanwezigheid van aanzienlijke aantallen Han-Chinezen in Amdo dateert al vanaf de periode van de Han-dynastie aangevuld met latere instroom van Han-Chinezen tijdens de Song-dynastie, Ming-dynastie en Qing-dynastie.
Mongolen arriveerden in Amdo al tijdens de periode van Dzjengis Khan, midden 13e eeuw. Na de nederlaag van Ligdan Khan in 1631 tegen de legers van Hong Taiji, de eerste keizer van de Qing-dynastie,werden grote groepen Mongolen gedwongen naar het zuiden te vluchten en vestigden zich in het gebied van het huidige Qinghaimeer. Na de verovering van Centraal Tibet door Güshri Khan in het midden van de 17e eeuw werden in dat gebied nog aanzienlijk meer Mongoolse prinsdommen gecreëerd.
Een deel van deze Mongoolse groepen werd hier rond 1800 verdrongen door de laatste grote migratiebeweging van Tibetanen uit veel westelijker gelegen gebieden. Dit viel samen met de opkomst van het invloedrijke en belangrijke klooster Labrang. Een deel van de nu in Amdo wonende etnische Tibetanen is dus het gevolg van een migratie van slechts 200 jaar geleden.
De Tu ( Monguor) is een etnische groep, die waarschijnlijk al voor de vestiging van etnische Tibetanen in het gebied van Amdo woonden. Door etnische Tibetanen worden zij vaak aangeduid als Horpa.Er zijn aanwijzingen dat de Monguor de feitelijke oorspronkelijke bewoners van Amdo waren. Hedendaagse etnische Tibetane refereren aan de groep ook als  Rgya ma bod  in de betekenis van  noch Tibetaans, noch Chinees.
Er zijn in Amdo vier te onderscheiden moslimpopulaties. De grootste is de Hui. Daarnaast zijn er de Salar, de Bao 'an en de Dongxiang.
Ruim 55% van de bevolking van Amdo in begin 21e eeuw bestaat uit Han-Chinezen. Dat deel van de bevolking concentreert zich vooral in de grote steden in het gebied, zoals Xining.
Er wonen ongeveer 1.300.000 Tibetanen in Amdo. Dat is 25% van het aantal etnische Tibetanen binnen de grenzen van de Volksrepubliek China. Er zijn ongeveer 1.000.000 Hui in het gebied; 200.000 Monguor; 60.000 Mongolen; 200.000 Dongxiang; 90.000 Salar en 20.000 Bao 'an. Buiten de grote steden is het grootste deel van het gebied administratief ondergebracht in autonome prefecturen.

## Boeren en nomaden
Het beeld van velen over Tibet en vooral het gebied van Amdo is verbonden met dan van nomaden. Toch is ook in Tibet het nomadendom begonnen als een uitbreiding van reeds bestaande agrarische nederzettingen. Archeologische vondsten bij onder meer Karo maken het primaat van landbouw in de vroege ontwikkeling van Tibet duidelijk.
Hoewel het landschap van Amdo het zeer geschikt maakt voor pastoraal nomadendom zijn onder de etnische Tibetanen in het gebied altijd meer boeren geweest dan pastoraal nomaden. Wel is het gebied dat gebruikt wordt door nomaden aanzienlijk groter dan dat voor agrarische activiteiten. De jaarlijkse migratiebewegingen van de nomaden in Amdo naar andere weidegronden, meestal drie tot vijf maal per jaar,waren meestal niet over grotere afstanden dan 50 kilometer. Er waren enkele nomadenfamilies in Amdo die grote welstand bereikten. Er waren families met tienduizenden dieren. En hoewel nomaden ook over het algemeen iets rijker , dan wel " minder arm" waren dan boeren in Amdo konden ook bij nomaden zeer slechte economische omstandigheden voorkomen. Veeziekten, extreme weersomstandigheden, oorlogsomstandigheden, etc. konden ook nomaden in een zekere welstand ruïneren. Veel nomaden hadden dan ook bijactiviteiten als jagen, bedelen in de stad en het plegen van overvallen op reizigers en karavaans. De beroemdste van de nomadenstammen in Amdo zijn de Goloks.
Het wat meer vrijgevochten karakter van de etnische Tibetanen in Amdo, vergeleken met die in Centraal-Tibet, wordt door enkele tibetologen historisch geduid met het in Amdo vrijwel geheel ontbreken van een Tibetaanse aristocratie en het veel minder voorkomen daar van horigheid.

## Geschiedenis van Amdo
De  Amdowas, de etnische Tibetanen van Amdo, beschouwen zich zelf als " Bönchenpa",(  bod chen pa ) mensen van Groot-Tibet in tegenstelling tot mensen van Klein-Tibet,"Bönchung" (  bod chung). De Tibetaanse stammen van Amdo beschouwen zich als de oudste groep en als de voorvaders van de Tibetanen van Centraal-Tibet.

### Periode tot aan de 10e eeuw
Er zijn een aantal tibetologen die de oorsprong van de huidige Tibetaanse stammen in Amdo associëren met de Qiang, een herdersvolk ten westen van China. Volgens deze theorie zou Tibet bevolkt zijn vanuit de huidige grensgebieden tussen Qinghai en Gansu. In de periode tussen 200 v. Chr. - 400 waren de Qiang wijd verspreid over de uitlopers van het noordelijke en oostelijke Tibetaans Hoogland. Deze theorie is onderwerp van discussie in het academisch debat en niet geheel onomstreden. Er is wel een consensus bij tibetologen, dat de belangrijkste migratiestromen, die leidde tot bevolking van Centraal-Tibet in de richting oost-west moeten hebben gelopen. De oude Tibetaanse legenden leggen de nadruk op gemeenschappelijke voorouders voor het gehele Tibetaanse volk. Er is echter ook consensus onder tibetologen, dat de bevolking van het Tibetaans plateau inclusief Amdo Tibetaans werd door de culturele ontwikkelingen van de laatste 1500 jaar en niet door een gemeenschappelijke genetische afkomst. In die zin is de vroegere bevolking van met name Amdo ook " getibetaniseerd".

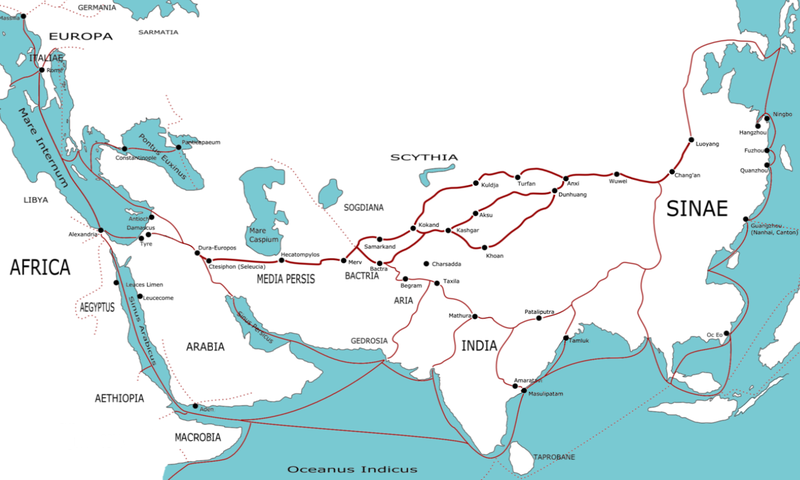
De zijderoute in de eerste eeuw

De eerste vermelding van vestiging van Han-Chinezen in Amdo dateert van 121 v. Chr. als de keizer Wu van de Han-dynastie een garnizoen legert nabij het huidige Xining om de zich toen ontwikkelende Zijderoute beter te controleren.
Amdo maakte met Kham deel uit van het Tibetaanse rijk van de Yarlung-dynastie. Na de val van de Yarlung-dynastie in de 9e eeuw was het Tibetaanse rijk gefragmenteerd en vormen van centraal gezag afwezig. Vormen van centraal gezag werden vanaf de 13e eeuw weer in Centraal-Tibet hersteld. In grote delen van Amdo bleef een vorm van werkelijk functionerend feitelijk centraal gezag tot in de 20e eeuw afwezig.
Een ander gevolg van de chaos volgend op de val van het rijk en de dynastie in de 9e eeuw was het geheel verloren gaan van het kloosterleven en de monastieke traditie van het Tibetaans boeddhisme in Centraal-Tibet.
In vele versies, bijvoorbeeld de Blauwe annalen is er het verhaal, hoe de laatst overgebleven monniken uit Centraal-Tibet naar Amdo trokken. Daar vonden ze nog functionerende tempels en kloosters nabij steden als Tsongkha en Lanzhou. Daar woonde een bevolking die deel uitmaakte van de Tibetaanse cultuur. Tibetaanse soldaten die daar in de periode van het Tibetaans rijk in een garnizoensplaats gelegerd waren en na de val van het rijk ervoor kozen daar te blijven. Andere groepen met een weliswaar verschillende etnische achtergrond, zoals de Azha, maar die al een paar eeuwen onder Tibetaans bestuur hadden geleefd en waren "getibetaniseerd". Maar ook Han-Chinezen die daar onder Tibetaans bestuur hadden geleefd en Tibetaans spraken.
Hier konden de monniken en hun opvolgers dan ook de steun vinden om de monastieke traditie te handhaven. Aan het eind van de 10e eeuw waren het monniken die in Amdo de waarden van het Tibetaans boeddhisme hadden weten te bewaren, die de traditie naar Centraal-Tibet wisten terug te brengen en daarmee voor een groot deel verantwoordelijk werden voor de tweede verspreiding van het boeddhisme in Tibet.

### Periode 11e tot aan 18e eeuw

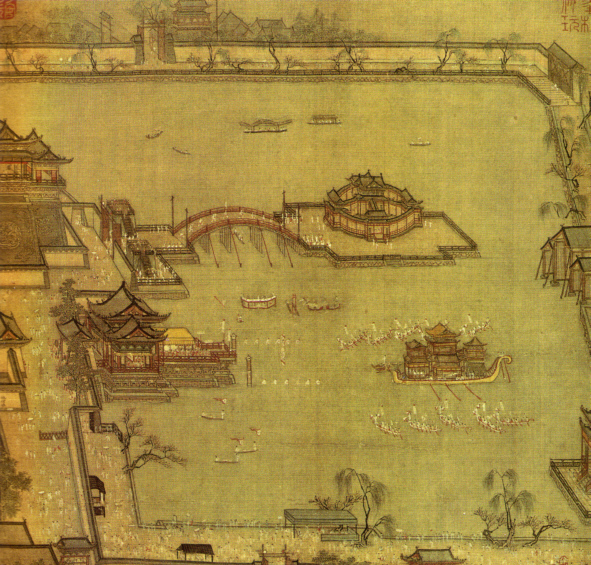
Spelen in de Jinming Vijver, Schilderij van de stad Kaifeng (begin 12e eeuw) door Zhang Zeduan.

In de 11e en 12e eeuw maakten aanzienlijke delen van Amdo deel uit van de rijken van de Noordelijke Song-dynastie en dat van de Westelijke Xia van de Tangutdynastie. In die relatie is volgens veel tibetologen ook het ontstaan en de oorsprong te vinden van de patroon-priesterrelatie,een fenomeen dat in de geschiedenis van Tibet tot 1911 een overheersende rol zal spelen. De patroon-priesterrelatie is de relatie tussen een wereldlijk machthebber en een geestelijk leider. In een dergelijke relatie biedt de wereldlijk heerser zijn militaire bescherming aan de geestelijk leider,in ruil voor spirituele opleiding en zegening. De relatie is in het historisch perspectief van de Tibetaanse geschiedschrijving van cruciaal belang. Die relatie is in dat historisch perspectief essentieel voor de notie van die geschiedschrijving, dat Tibet tot aan 1950 een in wezen onafhankelijk land was.
Monniken die naar de hoofdstad van de Song-dynastie Kaifeng reisden kregen plechtige keizerlijke titels en prachtige geschenken in ruil voor hun beloften om op basis van hun religieus gezag de altijd opstandige stammen in Amdo rustig te houden. Ook archeologische vindplaatsen in het gebied in de vorm van beelden, schilderijen in Tibetaanse stijl geven een beeld van het succes van die lama's.
In de 13e eeuw wordt Amdo als gevolg van de veroveringen van Dzjengis Khan en zijn opvolgers deel van het Mongoolse rijk van de Yuan-dynastie.
De daarop volgende Chinese Ming-dynastie houdt tot aan circa 1400 enige controle over delen van Amdo.
Feitelijk is er daarna tot aan de 18e eeuw geen enkele dominante machtsfactor in Amdo aanwezig.

### Periode 18e eeuw tot aan 20e eeuw

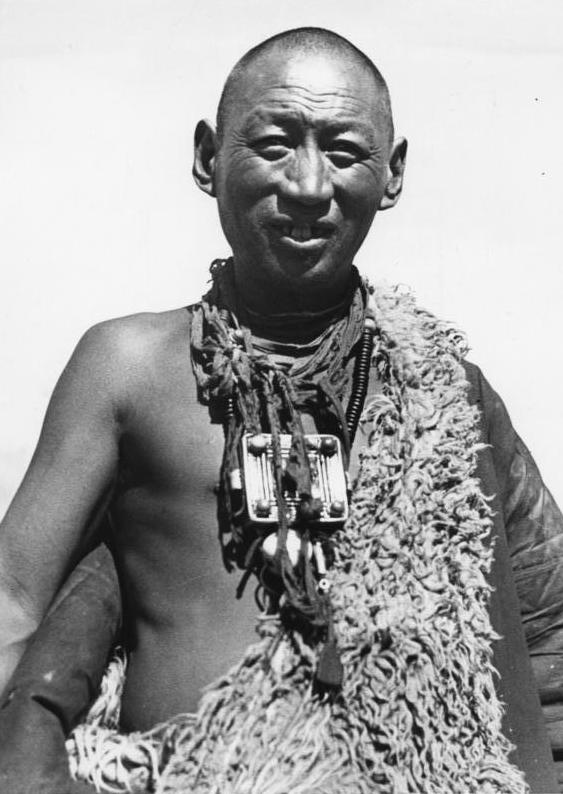
Gologman (1938)

In 1720 verdreef een Chinees leger de Mongoolse clan van de Dzjoengaren uit Lhasa en wist de zevende dalai lama Kälsang Gyatso geïnstalleerd te krijgen. Dat is de aanvang van de periode van het Chinese protectoraat over Tibet. In 1728 werd het gebied van Amdo politiek en administratief onderdeel gemaakt van de toenmalige Chinese provincie Gansu.(Bij een provinciale herindeling in 1928 werd de provincie Qinghai gecreëerd en Amdo ging deel uitmaken van die provincie.)

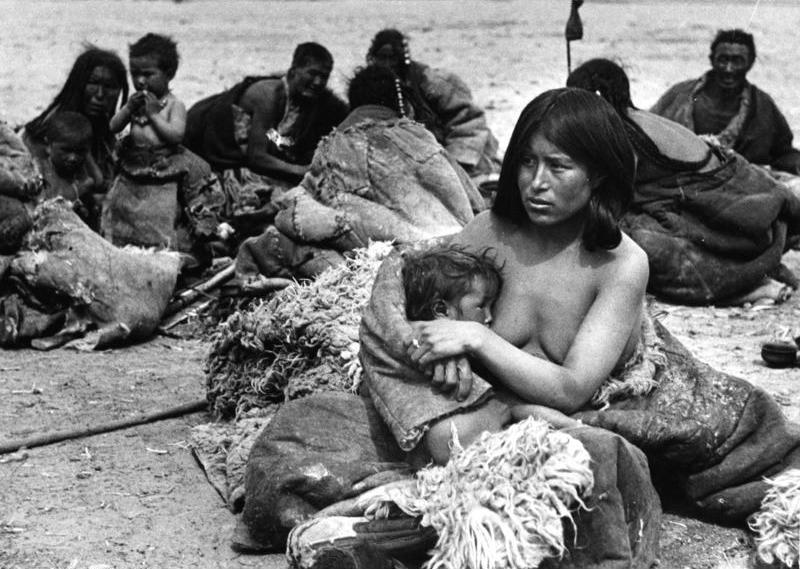
Golok vrouw met kind(1938)

In Centraal-Tibet werden Chinese ambans benoemd die namens de keizer met de dalai lama's en regenten in Tibet het gebied geacht werden te besturen. De ambans hadden ook een zekere troepenmacht van daar gelegerde Chinese soldaten tot hun beschikking. Autoriteit van de Qing-dynastie in Amdo was volledig afhankelijk van een netwerk van lokale krijgsheren. (In het Chinees  tusi). Zolang deze  tusi formeel een zekere loyaliteit toonden aan de keizer en vooral de bevolking verhinderden directe belangen van de Qing aan te vallen,konden zij vrijwel ongehinderd hun eigen gang gaan. Vooral in gebieden waar nomaden de dominante leefstijl vormden waren staatsstructuren vaak maar nominaal aanwezig. Het weidegebied van de nomaden werd soms wel beschouwd als behorend tot landgoederen in eigendom van bijvoorbeeld kloosters, maar een eventuele afdracht van opbrengsten aan hen werd meer opgevat als een traditionele donatie of vorm van tribuut en zelden als verschuldigde belasting. De Chinezen hadden ook nauwelijks mogelijkheden de permanente vetes tussen de diverse stammen en het endemische banditisme in Amdo ook maar enigszins te beperken.
De belangrijkste van die stammen in Amdo waren de Goloks. In het begin van de 20e eeuw verbleef de Amerikaanse antropoloog en botanicus Joseph Rock in het gebied van de Goloks. In zijn boek The Amnye Ma-Chhen Range and Adjacent Regions beschreef hij enkele ontmoetingen die hij in de regio met Goloks had
Je kan ons Gologs niet vergelijken met andere mensen. Jullie gehoorzamen de wet van vreemdelingen, die van de dalai lama, van China of van een van jullie armzalige opperhoofden. Jullie zijn bang voor alles en om straf te ontlopen gehoorzaam je maar iedereen. En niet alleen jullie, maar ook jullie vaders en grootvaders waren hetzelfde. Wij, Gologs, hebben echter vanaf de oudste tijden alleen onze eigen wetten gevolgd en alleen onze eigen overtuigingen. Een Golog wordt geboren met de wetenschap van zijn vrijheid en met de melk van zijn moeder krijgt hij een betekenis binnen van onze eigen wetten. Die zijn nooit veranderd. Al haast in de baarmoeder van zijn moeder leert hij het hanteren van wapens. Zijn voorvaderen waren strijders, zij waren mannen zonder vrees, zoals wij nu hun waardige opvolgers zijn. Wij volgen nooit het advies van een vreemdeling, wij zullen nooit iets anders gehoorzamen dan de stem van ons geweten, waarmee iedere Golog geboren wordt. Dat is de reden dat wij de vrijheid hebben zoals wij die nu kennen en van niemand slaven zijn, niet van de Bogdo Gegen, noch van de dalai lama. Onze stam is de meest gerespecteerde en machtigste in Tibet en wij kijken met minachting neer op Chinezen en Tibetanen.— 
Na de val van de Qing-dynastie in 1911 kwam de macht in het gebied in handen van de zogenaamde "Ma-clan". De islamitische krijgsheren Ma Qi en zijn zoon Ma Bufang streefden naar volledige controle over Qinghai en met name de laatste besloot dan ook de onafhankelijke positie van nomadische stammen als de Gologs te breken. In totaal werden er zes militaire campagnes tegen de Goloks georganiseerd.

### Periode na 1950

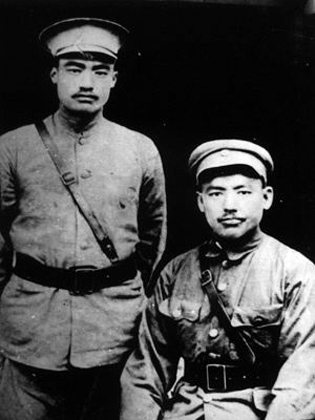
Ma Bufang en zijn broer Ma Buqing

Het is voor een deel de haat tegen de krijgsheren, die de oorzaak is dat de Tibetaanse nomadenstammen van zowel Amdo als Kham het volksbevrijdingsleger bij de opmars door hun gebieden in 1949-1950 geen strobreed in de weg leggen. Een tweede punt is, dat hoewel de nomadenstammen zich als gelovige Tibetaanse boeddhisten in cultureel en religieus opzicht wel onderdeel voelen uitmaken van de Tibetaanse cultuur, zij geen enkele sympathie hadden voor het politieke regime van de regering van Centraal-Tibet in Lhasa.
De naar Taiwan gevluchte regering van de Kwomingtang roept al in 1950 op tot een islamitische opstand in Qinghai tegen het regime van de Volksrepubliek. Een aantal troepen van de "Ma-clan " was overgelopen naar de communisten, maar sommige eenheden bleven tot aan 1958 vormen van verzet plegen. De etnische Tibetanen in Amdo blijven nog lange tijd buiten dat conflict.
In het 17 puntenakkoord van 1951 tussen de regering van Tibet en China was vastgelegd, dat de bestaande sociale en economische ordening in Centraal Tibet,het gebied dat tot 1950 bestuurd werd door een Tibetaanse regering, voorlopig ongewijzigd zou blijven. Die afspraak was echter niet van toepassing op Amdo, dat bestuurlijk en administratief al eeuwen deel uitmaakte van Chinese provincies. Daar werden wel maatregelen doorgevoerd.
Vormen van verzet van Tibetaanse nomadenstammen in Amdo tegen het nieuwe regime dateren vanaf 1957. De aanleiding waren een aantal geforceerde en afgedwongen proefprojecten met de collectivisatie van veestapels. Die collectivisatie werd algemeen beleid vanaf 1959 en omstreeks 1966 afgerond. De resultaten waren desastreus. In 1959 was van de veestapels van de Goloks al ca. 50% verloren gegaan. Veel minder Amdowas dan Khampa's waren in staat naar Centraal-Tibet te vluchten. Het volksbevrijdingsleger zet vooral Chinese moslims in om de opstand van Tibetaanse nomadenstammen neer te slaan. Het gaat dan met name om Hui die in het leger van Ma Bufang hadden gediend.
Na de opstand werd de regio getroffen door hongersnoden als gevolg van het totaal mislukte vijfjarenplan van de Grote Sprong Voorwaarts. Met het begin van de Culturele Revolutie werd de situatie nog slechter. Er was sprake van verdere vernietiging die nu ook alle aspecten van de samenleving betrof. De kloosters alsmede de pas gestichte tentscholen werden gesloten.

### Herleving van pastoraal nomadendom
In de periode na de dood van Mao Zedong in 1975 werden de verhoudingen weer enigszins genormaliseerd. De collectivisatie van de landbouw en veestapels werd ongedaan gemaakt. Vee werd weer in eigendom aan de nomaden gegeven op basis van quota per huishouden. Vanaf ca. 1980 is een herleving van het pastoraal nomadendom in Amdo te constateren. Vaak is dat ook noodzaak. Na de periode van de collectivisatie verminderde de staat zijn rol in het organiseren van het leven van de nomaden. Het enige beschikbare economische antwoord was herleving - in een wat aangepaste vorm- van een nomadenbestaan. De omvang van de veestapels is sinds 1980 aanzienlijk toegenomen. Daarbij is opmerkelijk dat de samenstelling van de veestapels weer over het algemeen hetzelfde is als voor1950. Yaks vormen weer 80% van de veestapels.
Het is de vraag of deze herleving van het nomadendom van blijvende aard is in Amdo. De vraag naar hun producten in China en de wereld neemt wel toe, maar blijft gering. Veehouderij op agrarische basis is een meer marktgeoriënteerde economische activiteit die eerder dan nomadendom eigendom in cash oplevert om noodzakelijke behoeften te betalen.
De toename van de veestapels bedreigt ook de kwaliteit van de weidegronden. Overheidsmaatregelen richten zich ook meer op verbetering van de kwaliteit van agrarische veehouderij dan dat van nomadendom. Een toenemend aantal jongeren uit de nomadenfamilies van Amdo is niet van plan deze economische activiteit van hun ouders voort te zetten.

## Amdo als toevluchtsoord voor religieuze stromingen

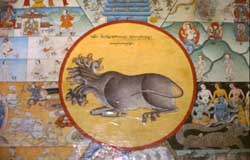
Deel van een bönlevenswiel

De geografische positie van Amdo aan de periferie van het Tibetaanse cultuurgebied maakte het tot een toevluchtsoord voor geestelijke stromingen, die in Centraal-Tibet vervolgd werden. Het verhaal van de monniken, die van midden 9e eeuw tot aan eind 10e eeuw de monastieke traditie in Amdo bewaarden staat niet alleen.

### Bön
Aan het eind van de 8ste eeuw in de periode van de Yarlung-dynastie kiest de koning Trisong Detsen (755 - 797) definitief voor het dan vigerende Tibetaans boeddhisme als de leidende religieuze beweging van het Tibetaanse rijk. Dat is de aanvang van een periode van hevige vervolging van de Bön, de andere vorm van boeddhisme in het land.
Het hieronder volgende citaat is afkomstig uit een document van eind 10e eeuw. (Het is ook het vroegste document in de Tibetaanse geschiedschrijving waarin de naam van Padmasambhava voorkomt.)
De koning beval de Bönpos de ware doctrine en leer na te leven, maar behalve slechts enkelen, gehoorzaamden ze hier niet aan en veranderden ze vele boeddhistische geschriften in bön-geschriften. Toen de koning dat hoorde, liet hij de meeste van de Bönpos onthoofden, maar Guru Rinpoche zei dat de goden en demonen van Tibet het goed voor hadden met Bön en hij stond hun toe om hun orakels, astrologie, aanbidding van heiligen en riten, die rijkdom opleverden te handhaven. Hij onderwiep echter alle andere Bönpos en verbande hen uit het rijk naar de uiterste grenzen tezamen met hun drums en tamboerijnen, hun hoeden van vossenbont en hun ezels die zij nodig hadden voor het transport.— 

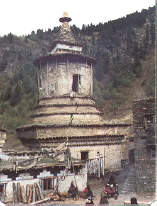
Typische Jonang- stoepa,in het klooster Bangtuo Si in Amdo

Een aanzienlijk deel van de Bönpos kwam in Amdo terecht, waar hun traditie de volgende eeuwen wist te overleven.

### Jonang
In de eerste helft van de 17e eeuw is er in Central-Tibet een decennialange burgeroorlog met uiteindelijk de gelugtraditie als overwinnaar. De vijfde dalai lama probeert de pas verworven suprematie van zijn traditie zo snel mogelijk te verankeren. Een van die maatregelen betreft de jonangtraditie. De stroming wordt zo hard vervolgd, dat tot voor kort werd aangenomen dat de traditie geheel was geëlimineerd. Pas in de jaren 80 van de vorige eeuw werd duidelijk, dat de traditie met nu 5000 monniken in tientallen kloosters al die eeuwen in Amdo heeft weten te overleven. Hun belangrijkste klooster in Amdo is Tsangwa Gompa nabij Dzamthang.

## Kloosters

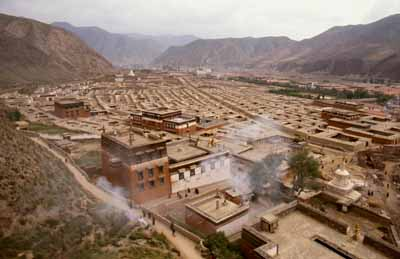
Labrang met op de voorgrond de gompa

In Amdo zijn begin 21e eeuw ongeveer 1000 boeddhistische kloosters en tempels aanwezig. Een aantal daarvan waren al aanwezig voordat het Tibetaans boeddhisme de dominante religieuze beweging in Centraal-Tibet werd. Deze waren gerealiseerd onder invloed van boeddhistische handelaren die opereerden langs de Zijderoute, die door Amdo liep.

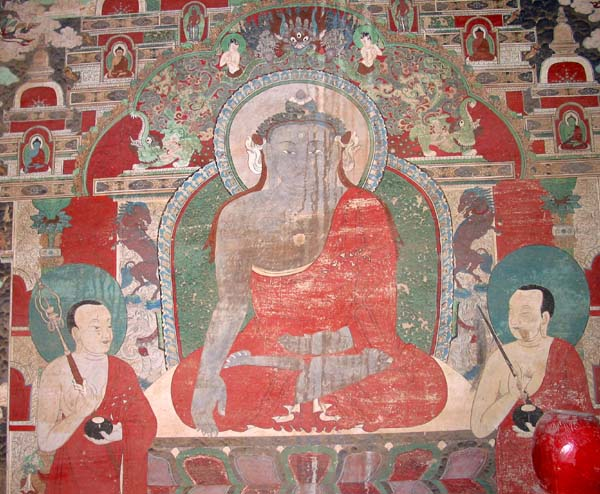
Muurschilderingen in klooster Qutan

Het bekendste daarvan is het klooster Dentig. De verhalen over de drie monniken uit Centraal-Tibet die midden 9e eeuw naar Amdo kwamen, melden dat dit hun eerste verblijfplaats werd en zij daar hun eerste volgelingen inwijdden.
De grootste kloosters in Amdo zijn die van Kumbum en Labrang Trashi Khyil. In de 18e en 19e eeuw was in het laatste klooster een successie van abten met grote bibliofiele interesse. De bibliotheek van dit klooster bezit dan ook een van de grootste verzameling Tibetaanse documenten en boeken, waarvan veel nergens elders meer aanwezig is.
Kloosters van grote cultuurhistorische waarde zijn die van Quatan Si met unieke muurschilderingen en dat van Rongwa Gompo, oorspronkelijk een eind 13e eeuw gebouwd klooster van de sakyatraditie, maar in de 16e eeuw overgenomen door de gelug